# Guy van Lusignan
Guy (Guido, Gwijde) van Lusignan (ca. 1150 – Nicosia, 18 juli 1194) was een ridder uit Poitou, Aquitanië, Frankrijk.
Hij was een zoon van graaf van Poitou, Hugo VIII van Lusignan en Bourgogne van Racon-Taillibourg. Poitou ligt in Aquitanië en was in die tijd in handen van de Engelse koningen.
Hij werd, samen met zijn broers Godfried en Amalrik, door koningin Eleanora van Engeland verbannen omdat hij in 1168 Patrick van Salisbury, de eerste graaf van Salisbury, had (laten) vermoord(en).
Tussen 1174 en 1180 trok hij naar het Heilige Land. Daar werd hij door zijn huwelijk (iure uxoris) met Sibylla van Jeruzalem koning van Jeruzalem en leidde door de Slag bij Hattin de neergang en val van het koninkrijk Jeruzalem in.

## Begin
Hij werd aanvoerder van het leger van Jeruzalem omdat koning Boudewijn IV van Jeruzalem te ziek was. Deze laatste leed aan lepra en was slechts beperkt in staat zijn rol als legeraanvoerder op te nemen. Het leger werd eigenlijk geleid door zijn oudere broer, Amalrik van Lusignan, maar Guy had betere leidinggevende capaciteiten en strategisch inzicht.
Door toedoen van Amalrik huwde Guy al snel met Sibylla van Jeruzalem, de zus van Boudewijn IV, wat hem een nog betere machtspositie gaf. Als ambitieuze vrouw en spilfiguur in een web van hofintriges was Sibylla eigenlijk geen al te beste partij om mee te trouwen: zij was weliswaar erfgename van de troon, maar had al een erfzoon. Deze zoon, Boudewijn V van Jeruzalem, was haar kind uit haar eerste huwelijk met Willem van Monferrato en zou slechts één jaar (1185-86) over Jeruzalem regeren. Hij was slechts 8 jaar toen hij koning werd. En met die reden kon ze een nieuwe man geen troonopvolgers schenken. Ze zijn echter rond 1180 wel getrouwd en kregen twee dochters, Alice en Maria, maar die hadden niet langer recht op de troon.
Guy werd echter tot co-regent benoemd toen Boudewijn IV te zwak begon te worden om zelfstandig te regeren. Ondertussen nam de dreiging van Saladins leger toe. Guy organiseerde een leger en ging op pad. Hij schaduwde het leger van Saladin en kon deze op die manier verslaan en verdrijven. Deze werkwijze stond veel ridders echter niet aan. Zij verkozen een open veldslag boven de schaduwtactiek van Guy.
Op die manier beschuldigden de vijanden van Guy van Lusignan hem van lafheid. De koning moest ingrijpen. En een beter geworden Boudewijn IV deed dat. Hij zette Guy af als regent, en benoemde Raymond III van Tripoli als regent. Tezelfdertijd benoemde hij zijn neef, Boudewijn V (Sibylla's zoon), tot zijn opvolger.
Niet veel later is Boudewijn IV overleden aan zijn ziekte. Anderhalf jaar daarna overleed ook Boudewijn V op 8-jarige leeftijd, waarna een opvolgtwist ontstond, met in het ene kamp Raymond III van Tripoli en in het andere Guy van Lusignan.

## Koning van Jeruzalem
Door een paleiscoup werd Guy van Lusignan tot koning van Jeruzalem (als mede-regent) gekroond. Dit was tegen de zin van Raimond III die gehoopt had zelf koning te worden, en deze scheidde zich af. Toen kort daarop Reinoud van Châtillon het aandurfde een karavaan moslims aan te vallen, eiste Saladin compensatie van Jeruzalem. Op dat moment hadden de twee koninkrijken een breekbaar vredesverdrag. Toch weigerde Reinoud een compensatie te betalen, zelfs op aandringen van regent Guy.
Saladin had zijn oog laten vallen op de Gazastrook die toen onder gezag stond van Geraard van Ruddervoorde en Reinoud. De partijen kwamen niet tot een akkoord. Zo kwam het dat Saladin ten strijde trok. Hij had nu immers een reden om Jeruzalem aan te vallen. Raimond III wilde wraak nemen op Guy en verleende tot overmaat van ramp, Saladins leger vrije doorgang door Tripoli. Toch kon men de twee kemphanen verzoenen. Te laat echter, want Saladin was al op weg. De krachtmeting leidde tot de veldslag bij de Horens van Hattin, waar Guy zijn grootste fout beging: een gigantisch leger van 20.000 man door een dorre vlakte geleid, werd in de pan gehakt door Saladins troepen. Guy, zijn broer Geofrey en Reinoud werden gevangengenomen, Reinoud werd persoonlijk onthoofd door Saladin.
Na deze slag viel Jeruzalem ook snel. De bevolking koos voor strijd en wees, achter de rug van koningin Sibylla om, Balian van Ibelin en Reginald van Sidon aan als leiders. Onder leiding van deze twee wisten de christenen nog enkele dagen stand te houden, ondanks het feit dat in Jeruzalem geen ridders meer aanwezig waren. Op 2 oktober 1187 viel de stad na 88 jaar weer in moslimhanden. Daarna kwam tussen 1187 en 1192 steeds meer grondgebied van het koninkrijk opnieuw in handen van de moslims.
Sibylla schreef wanhopig een brief aan Saladin om haar man Guy vrij te laten. Dit gebeurde ook na enkele maanden en de twee trokken naar Tyrus, de enige stad die nog in christenhanden was dankzij Koenraad, de jongere broer van Willem van Monferrato, die getrouwd was geweest met Sibylla.
Sibylla en haar dochters overleden rond 1190 in korte tijd in een tentenkamp aan een heersende epidemie. Guy bleef vasthouden aan de titel koning van Jeruzalem. Maar de grote groep baronnen en edelen besliste dat Isabella van Jeruzalem, de zuster van Sibylla, de rechtmatige troonopvolgster was.

## Heer van Cyprus
Tijdens de 3e kruistocht veroverden de kruisvaarders onder leiding van Richard Leeuwenhart, die onderweg was naar het Heilige Land, het eiland Cyprus, dat tevoren tot het Byzantijnse Rijk behoorde. Enige tijd werd het eiland bezet door de tempeliers die, nadat Guy van Lusignan werd aangewezen als heer van Cyprus, het eiland weer verlieten.
De Lusignan kreeg deze titel omdat hij zeer gewaardeerd werd door Leeuwenhart, die het hem dit als compensatie voor het verlies van het koningschap van Jeruzalem schonk.
Cyprus werd in het begin echter niet gezien als een koninkrijk en hij werd benoemd tot heer.
Hij heeft twee jaar op Cyprus geleefd en overleed in 1194. Hij werd in de tempelierskerk in Nicosia begraven.

## Voorouders
| Voorouders van Guy van Lusignan (1150-1194) | Voorouders van Guy van Lusignan (1150-1194)                          | Voorouders van Guy van Lusignan (1150-1194)                          | Voorouders van Guy van Lusignan (1150-1194)                          | Voorouders van Guy van Lusignan (1150-1194)                          | Voorouders van Guy van Lusignan (1150-1194)                          | Voorouders van Guy van Lusignan (1150-1194)                          | Voorouders van Guy van Lusignan (1150-1194)                          | Voorouders van Guy van Lusignan (1150-1194)                          |
| ------------------------------------------- | -------------------------------------------------------------------- | -------------------------------------------------------------------- | -------------------------------------------------------------------- | -------------------------------------------------------------------- | -------------------------------------------------------------------- | -------------------------------------------------------------------- | -------------------------------------------------------------------- | -------------------------------------------------------------------- |
| Overgrootouders                             | Hugo VI van Lusignan (1039-1102) ∞ ? Hildegard van Thouars (- )      | Hugo VI van Lusignan (1039-1102) ∞ ? Hildegard van Thouars (- )      | ? (–) ∞ ? (-)                                                        | ? (–) ∞ ? (-)                                                        | ? (–) ∞ ? (-)                                                        | ? (–) ∞ ? (-)                                                        | ? (–) ∞ ? (-)                                                        | ? (–) ∞ ? (-)                                                        |
| Grootouders                                 | Hugo VII van Lusignan (1065-1151) ∞ ? Sarassine van Lezay (- 1144)   | Hugo VII van Lusignan (1065-1151) ∞ ? Sarassine van Lezay (- 1144)   | Hugo VII van Lusignan (1065-1151) ∞ ? Sarassine van Lezay (- 1144)   | Hugo VII van Lusignan (1065-1151) ∞ ? Sarassine van Lezay (- 1144)   | Godfried I van Rancon (-1153) ∞ Fossifia (-)                         | Godfried I van Rancon (-1153) ∞ Fossifia (-)                         | Godfried I van Rancon (-1153) ∞ Fossifia (-)                         | Godfried I van Rancon (-1153) ∞ Fossifia (-)                         |
| Ouders                                      | Hugo VIII van Lusignan (1106-1173) ∞ ? Bourgogne van Rancon (- 1169) | Hugo VIII van Lusignan (1106-1173) ∞ ? Bourgogne van Rancon (- 1169) | Hugo VIII van Lusignan (1106-1173) ∞ ? Bourgogne van Rancon (- 1169) | Hugo VIII van Lusignan (1106-1173) ∞ ? Bourgogne van Rancon (- 1169) | Hugo VIII van Lusignan (1106-1173) ∞ ? Bourgogne van Rancon (- 1169) | Hugo VIII van Lusignan (1106-1173) ∞ ? Bourgogne van Rancon (- 1169) | Hugo VIII van Lusignan (1106-1173) ∞ ? Bourgogne van Rancon (- 1169) | Hugo VIII van Lusignan (1106-1173) ∞ ? Bourgogne van Rancon (- 1169) |

## Guy in Fictie
Ronald Welch schrijft over hem in Knight Crusader, en in Zofia Kossaks The Leper king speelt hij ook een bijrol.
In de Egyptische film Al Nassar Salah ad Din uit 1963 wordt hij neergezet als een wat oudere vredige man.
Marton Csokas speelt Guy in de film Kingdom of Heaven uit 2005 van Ridley Scott.